# Phyllothecaceae
Phyllothecaceae — викопна родина хвощоподібних рослин. Існувала, в основному, у пермському періоді (виникла у кам'яновугільний період та зникла у юрському періоді. Родина виділена у 1828 році Броньяртом (англ. Brongniart на основі опису типового виду Phyllotheca australis, що знайдений у відкладеннях формації Ховксбарі Рівер (англ. Hawkesbury River), Австралія. Родина існувала переважно на території материка Гондвана, але її представників знаходять також у Європі та Сибіру. Пермський рід Koretrophyllites може належати цій родині або може відноситись до родини Archaeocalamitaceae.